# Bracigliano
Bracigliano (Vracigliànë in campano) è un comune italiano di 5 292 abitanti della provincia di Salerno in Campania.

## Geografia fisica
Il paese è l'ultimo centro della Provincia di Salerno, in direzione Nord, appartenente alla Valle dell'Irno e all'Agro nocerino sarnese, posto a 350 metri sopra il livello del mare (piazza L. Angrisani), ha una superficie di 14,3 chilometri quadrati per una densità abitativa di 373,57 abitanti per chilometro quadrato.
È circondato a Nord dai monti Faitaldo e Piesco, ad Est dai monti Salto e Ariella, a Sud dalla collina del Citronico, ad Ovest dal colle Spianata e dal monte Foresta.
La località Salto era un tempo denominata "Saldo". In termini agrari con "Saldo" si intende un campo lasciato ad erbe durante l'inverno affinché servisse da pascolo in primavera ed in estate. Il termine "Salto", invece, deriva dal latino "saltus", che vuol dire gola o valico, indicando il passaggio da una località all'altra. Entrambe le denominazioni sono appropriate. La prima, infatti, fa riferimento alla condizione agraria a cui era destinata la piana di Salto prima che venisse ridotta a coltura. La seconda, invece, perché rappresenta una depressione montana che facilita il passaggio dalla conca di Bracigliano a quella di Forino, mettendo in comunicazione le province di Salerno ed Avellino. Fin dai tempi in cui la pastorizia era costituita da tori, buoi e vacche e poi successivamente da pecore e capre, Salto ed il comprensorio montano circostante (Santa Cristina, Vallefredda, Camposummo, Prato e Pratelle) furono la meta preferita dei pastori di Bracigliano, Siano, Ciorani (Mercato San Severino), Moschiano, Quindici (Italia), Lauro (Italia), Taurano e Forino. Sull'altopiano di Camposummo vi è una zona detta "Tori", proprio perché un giorno vivenivano allevati i tori. A Salto, inoltre, fino all'Ottocento, si praticò l'allevamento di suini allo stato brado. Di giorno pascolavano ghiande, castagne, radici ed erbe. Di sera venivano rinchiusi in un apposito locale di fabbrica detto "Porchère". La piana di Salto fu ridotta a coltura fin dal Cinquecento. Si ha notizia di Salto, feudo abitato, in un documento del 1569. Ne è signore Alessandro Villani da Nocera. Nel 1580 Giulio Cesare Villani, figlio di Alessandro, dopo aver rilevato il feudo nel 1576, lo vendette a Marcantonio Sequino da Bracigliano. Nel 1594 Francesco Sequino da Bracigliano vendette il feudo di Salto a Fabio De Albano da Bracigliano. Nel 1722 si ha il regio assenso per la vendita del feudo di Salto dal sig. Carlo De Caro da Bracigliano al sig. Cesare Francesco Miroballo, marchese di Bracigliano. Ridotta a coltura, la piana di Salto andò man mano popolandosi di numerosi coloni. Molti vi abitavano stabilmente, come si rileva dai ruderi di case coloniche sparse un po' per ogni dove. La maggior parte, però, vi si trasferiva nei mesi da maggio a novembre.
Bracigliano spesso è tristemente ricordato per la tragica frana del 5 maggio 1998 che ha coinvolto anche i comuni contigui di Sarno, Quindici e Siano.
- Classificazione sismica: zona 2 (sismicità media), Ordinanza PCM. 3274 del 20/03/2003.
- Classificazione climatica: zona D, 1646 GG.

## Origini del nome
Ci sono diverse opinioni riguardo alla possibile genesi del nome Bracigliano:
1) da "inter brachia montis" (fra le braccia dei monti, in tal caso Faitaldo-Piesco-Ariella), ma questa etimologia non sembra essere accettata dalla critica, dato che, ad eccezione della parte iniziale "BRA", mancherebbe la prosecuzione;
2) da "bracia", che i primi abitanti ottenevano con un gran fuoco in onore degli dei, ma anche questa ipotesi non è ammissibile, presentando solo la parte iniziale "BRACI";
3) da "terra di Virgilio", anche questa infondata sia per la mancanza di prove (nessun accenno nelle Bucoliche e Georgiche dove Publio Virgilio Marone descriveva i suoi possedimenti) sia per la mancanza di nesso etimologico;
4) da "ager Aciliani" o "pagus Aciliani", inteso come campo o paese di Acilio, nome di un Romano appartenente alla gens Acilia, tra i cui possedimenti vi era il territorio di Bracigliano.
Quest'ultima sembra l'ipotesi più accreditata.
Per quanto concerne la terza ipotesi, nel libro "Il Ducato di Siano" di Giovanni Palmieri, l'Autore afferma che Virgilio ebbe ampi possedimenti a Bracigliano, dal quale il paese prendeva il nome. È poi narrato come Bracigliano producesse ottimi vini già dai tempi dell'antica Roma. Tutte queste affermazioni, però, risultano prive di fondamento. La congettura dello scrittore in merito alla derivazione da Virgilianus del nome del paese non è accettabile glottologicamente. Per quanto concerne i possedimenti di Virgilio a Bracigliano non vi sono riferimenti né nelle opere né nelle biografie del poeta dedicategli tra il I ed il IV secolo dell'era volgare. In Campania il poeta accenna solo ad una villa a Napoli.
Giovanni Flechia, filologo e linguista, nel libro "Nomi locali del Napolitano derivanti da Gentilizi Italici" del 1874, conferma come Bracigliano possa derivare da Braccilianum o Procilianum. I nomi di luogo terminato in "ano" sono gentilizi. La formazione del nome avviene aggiungendo il suffisso latino "anus" al gentilizio che solitamente termina in "ius", formando l'aggettivo terminante in "ianus".
Braccilius → Braccilianus
Procilius → Procilianus
L'aggettivo ha valore di possesso di beni stabili. Il dominio di una stessa famiglia, protratto nel tempo, finisce col dare a questi nomi, passati a sostantivi, una inalienabilità che col tempo li rende nomi geografici. Le leggi linguistiche secondo le quali si è passati da una parola all'altra sono le seguenti. La mutazione della "P" iniziale in "B" è un fenomeno frequente nel linguaggio napoletano: un esempio è "Bicentino" per "Picentino". Non insolito nel linguaggio napoletano è anche l'uso della "a" al posto della "o": un esempio è "ardica" per "ortica". Analogamente la trasformazione da "lia" in "glia": un esempio è "famiglia" da "familia".
Esistono tre ipotesi su chi sia questo Braccilio o Procilio da cui deriva il nome di Bracigliano. Per quanto concerne la prima, bisogna ricordare come i Romani erano soliti concedere ai veterani lotti di terra da coltivare, in premio del lungo servizio prestato nella milizia. Si può supporre che il nostro territorio sia stato affidato ad un veterano di nome Braccilio o Procilio in una delle tante spartizioni di terre che ebbero luogo fin dai tempi di Lucio Cornelio Silla. Per quanto riguarda la seconda ipotesi, verso la fine del I secolo a.C. (fine della Repubblica romana), ebbe inizio la costituzione dei latifondi. Vennero così a formarsi vaste tenute, che presero il nome del signore a cui vennero concesse e che continuarono a chiamarsi a chiamarsi con quel nome anche dopo la scomparsa del padrone. A tal proposito si potrebbe pensare che il nostro territorio venisse denominato Bracigliano dal nome del latifondista. La terza ed ultima ipotesi fonda le basi nel fatto che Bracigliano era compresa nella circoscrizione della colonia romana di Nuceria Alfaterna, esattamente ai confini con la colonia romana di Abellinate. Potrebbe essere che elementi dell'una o dell'altra colonia, sotto un capo di nome Braccilio o Procilio, si siano stanziati nella conca dando al territorio il nome di Bracigliano. A conferma della presenza della gens Procilia nella regione Campania esistono numerose epigrafi del Corpus Inscriptionum Latinarum.
Il nome gentilizio "BRACIGLIANO" ha subito, negli anni, diverse variazioni. In una pergamena del Codex diplomaticus Cavensis, scritto tra il 792 ed il 1065, si legge "BRACILIANU". In un documento del 1308 è scritto "BRATILIANO" o "BRASILIANO". In una carta aragonese del 1452 è detto "BRACILLANI". Nella tavola geografica dell'Italia, presente nella Galleria delle carte geografiche in Vaticano e realizzata tra il 1580 e il 1585, si legge "BRACCIGLIANO". In una scrittura del 1654 è scritto "BRACIGLIANO". Lo stemma originario del Comune presentava la scritta "BRACILIANUM". Verso la fine del XVIII secolo era scritto anche come "BRASCIGLIANO".

## Storia
Le origini di Bracigliano risalgono a tempi assai remoti. Vari reperti archeologici testimoniano che la conca fu abitata, conosciuta ed attraversata già diversi secoli prima dell'era volgare. I reperti archeologici avrebbero rappresentato un punto di grande rilevanza per la determinazione delle origini del paese, ma purtroppo un'irresponsabile incuria li ha sottratti alla "Sovraintendenza alle antichità". Nell'antica località di San Sisto, durante i lavori di sterro per la realizzazione della strada provinciale che collegava a Sarno e a Forino, furono rinvenuti dei vasi (di alabastro e di metallo) e pezzi di mosaici. Quanto era di migliore fu preso dall'Ingegnere dei lavori, mentre i piccoli vasi furono divisi tra un Avvocato ed un Insegnante di Bracigliano. I vasetti erano a forma di pentolina, ma con la morte dei possessori scomparvero.
Nel 1892 si volle fabbricare l'attuale conservatorio di acqua. Sterrando per gettarvi le fondamenta, si rinvennero due tombe formate da grosse lastre con all'interno resti umani, vasi, soffoi, stammoi di terracotta verniciati di nero e giallo con figure di sacerdotesse in abiti sacrificali. Furono ritrovati anche amuleti, monili e medaglie, ma l'impresario dei lavori fece scomparire tutto, ad eccezione di due anfore lagrimali.
Nel 1932 furono eseguiti i lavori di realizzazione del canalone di San Nazario. Durante le operazioni di sterro si trovò un androne con molte lucerne di terracotta. Ancora una volta la direzione archeologica non fu informata e si interrò il tutto. Qualche giorno dopo si trovarono alcuni ragazzi in possesso di queste lucerne e se ne accolsero sei, due delle quali inviate a Roma. Dall'analisi è emerso che si trattasse di manufatti dell'epoca imperiale (tra il II ed il III secolo d.C.). L'iscrizione sulla lucerna più grande ne indicava il padrone "DIODENEUS". L'iscrizione su quella piccola, invece, riportava "Suf. I.R.G.", una sorta di marca di fabbrica.

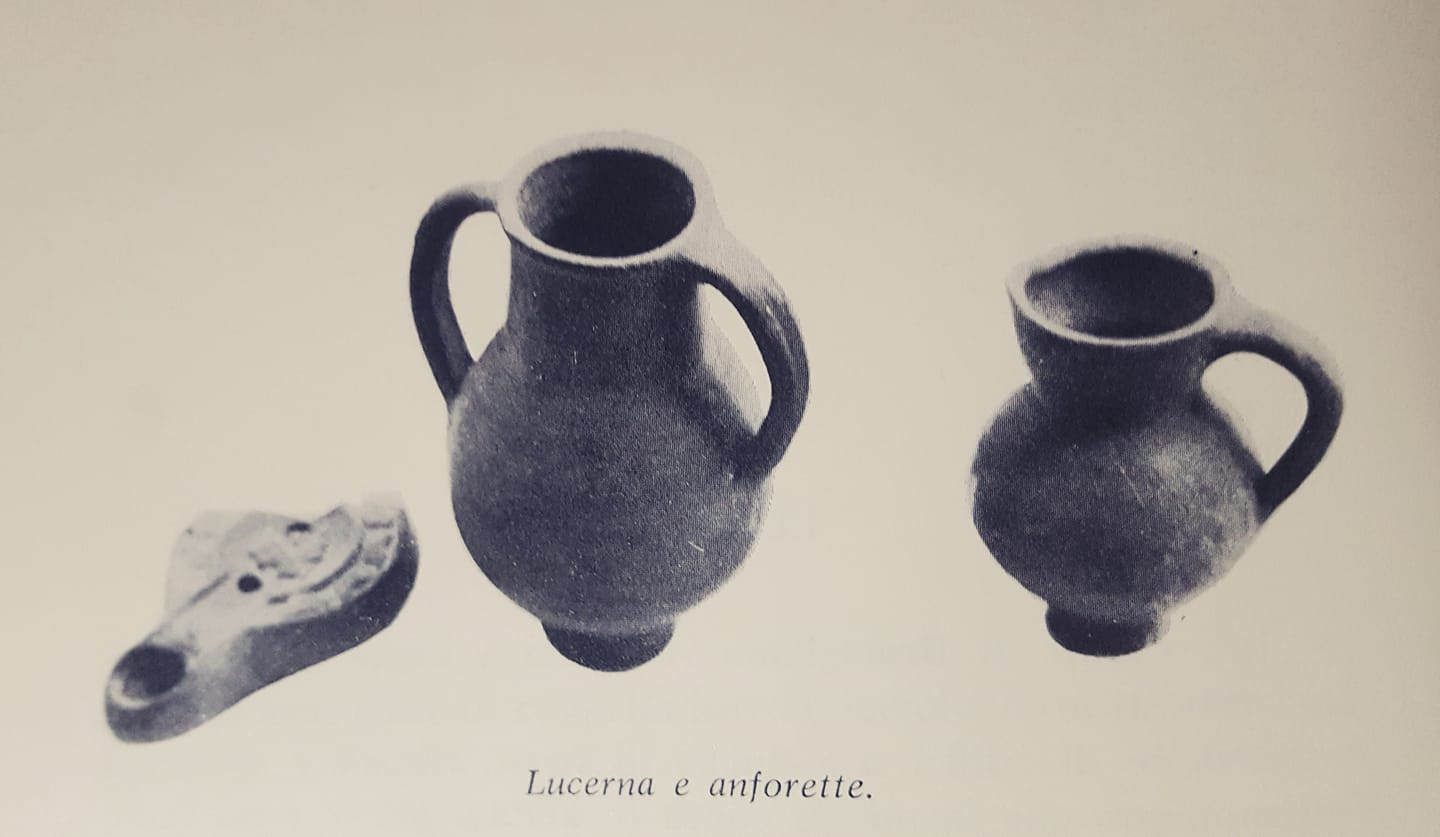
Lucerne e anforette rinvenute a Bracigliano

Nel 1917 una masseria di Bracigliano diede la luce ad una tomba con grosse lastre tufacee, contenente avanzi di corpi umani, anfore, amuleti, ecc. Colui che l'aveva in affitto ne parlò a materiale scomposto e nessuno se ne interessò. Rimasero solo i piccoli oggettini, fatti esaminare a Roma. L'ariete con testa di maschio e femmina è di ambra finissima ed è un amuleto che si appendeva al petto. I tre fermagli sono d'argento (anneriti dal tempo) o d'oro amalgama. Tutti sono dell'età del ferro: 7 secoli a.C.

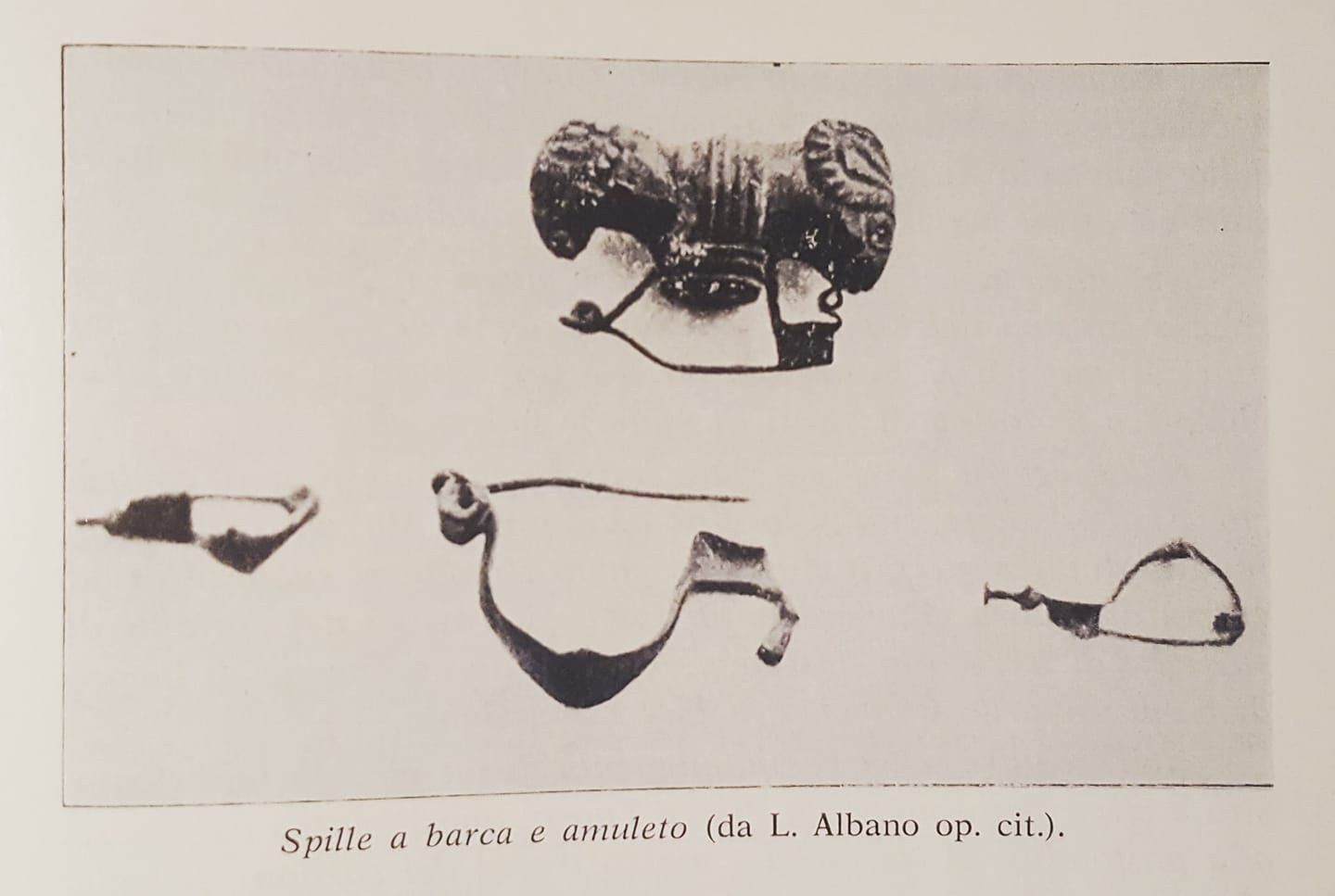
Spille a barca e amuleto rinvenuti a Bracigliano

Notizie importanti sul Casale di Bracigliano sono contenute nel Codex Diplomaticus Cavensis  (CDC - Codice Diplomatico Cavense). Un'antica pergamena, in scrittura longobarda,  conferma l'esistenza del piccolo borgo, facente parte della contea di Nocera. De Santi, accurato indagatore della storia di Nocera, attesta che lo sviluppo urbanistico di Bracigliano si ebbe all'epoca del consolidamento del dominio longobardo nell'Agro Nocerino. Siamo ai tempi del Principe Arechi, sotto il quale il Ducato di Benevento fu elevato a Principato e Bracigliano era compreso nella Contea di Nocera.
La storia di Bracigliano si intreccia inevitabilmente con quella della regione Campania in cui è ubicata. Nel 1600, infatti, molti abitanti del paese di spostavano verso le grandi città come Napoli alla ricerca di fortuna, molti dei quali come fornai o garzoni. Alcuni di essi ebbero un ruolo chiave durante la rivolta di Masaniello e la successiva proclamazione della Repubblica napoletana (1647). Tra gli altri si ricordano Carlo e Salvatore Catania, Tommaso De Caro e Basile Felice, inizialmente fautori della rivolta, ma che tradirono in seguito Masaniello uccidendolo. Basile Felice nacque a Bracigliano all'inizio del sec. XVII. In gioventù fu garzone di un fornaio napoletano, ma seppe poi accumulare una notevole fortuna con traffici e speculazioni. Nel 1647, alla vigilia dell'insurrezione di Masaniello, era fornitore dell'armata reale e uno degli appaltatori delle nuove gabelle imposte dal viceré duca d'Arcos. Per questo motivo i popolari gli furono ostilissimi durante la rivolta e l'8 luglio 1647 bruciarono la sua casa. Sequestrando la sua fortuna assieme a quella degli altri speculatori e degli elementi della nobiltà più manifestamente avversi alle loro richieste, essi, secondo quanto andava affermando lo stesso Masaniello, pensavano di raccogliere un milione di ducati da inviare in quei giorni in Spagna come contropartita delle gabelle abolite in seguito all'insurrezione. Per sfuggire alle vendette dei popolari Basile Felice fu costretto a rifugiarsi in Castelnuovo sotto la protezione delle milizie regie, e di lì, assieme all'eletto del popolo Andrea Naclerio e con l'autorizzazione del viceré, organizzò poi il complotto che doveva portare all'uccisione di Masaniello, dandone l'incarico al mugnaio Salvatore Catania di Bracigliano e al conservatore dei grani Michelangelo Ardizzone, persone a lui assai devote. In seguito ai tumulti del luglio del 1647 il viceré duca d'Arcos, come misura atta a calmare la plebe, decise l'allontanamento da Napoli di vari personaggi impopolari, tra i quali Basile Felice, che si rifugiò dapprima a Gaeta e quindi a Roma, dove rimase sino alla definitiva repressione della insurrezione. Tornato a Napoli al principio dell'estate del 1648, il 13 luglio fu incluso dal viceré in una rosa di sei candidati alla carica di eletto del popolo, tutti personaggi giudicati capaci di adoperarsi per ristabilire le vecchie gabelle. Venne allora prescelto Giacinto Cangino, ma pochi mesi dopo, nel gennaio 1649, il nuovo viceré conte d'Oñate affidava l'elettato a Basile Felice. A quest'ultimo si deve la costruzione della Fontana della Sellaria, voluta dopo l'abbattimento delle case di un capo carceriere della Vicaria, eletto dal popolo durante la Repubblica napoletana (1647). Subito dopo l'elettato, egli cadde in disgrazia, venendo meno così alle aspettative che su di lui aveva fondato il viceré d'Oñate, col rifiutare di prestarsi a una fraudolenta speculazione macchinata da questo e che consisteva nel vendere a prezzi esorbitanti un grosso quantitativo di frumento che era stato importato dallo Stato della Chiesa. La vendetta dell'Oñate non si fece attendere: poco dopo accusò Felice Basile, senza il minimo fondamento, di complicità in un omicidio e lo affidò alle cure del boia perché gli fosse strappata con la tortura una confessione. Tuttavia Felice Basile riuscì a resistere per il tempo prescritto al terribile supplizio del "poledro" spagnolo senza lasciarsi andare alla minima ammissione, e sfuggendo così al patibolo, al quale il viceré lo aveva destinato. Sette anni dopo, durante la peste che devastò Napoli nel 1656, Felice Basile accettò, non senza coraggio, l'offerta del viceré conte di Castrillo di tornare all'elettato, carica che comportava in quel momento terribili responsabilità e non lievi pericoli, in sostituzione di Giuseppe Volturara rimasto vittima del morbo. Felice Basile si comportò con grande abnegazione, sforzandosi di provvedere alle più impellenti necessità cittadine e sfidando il pericolo del contagio in un momento in cui tutte le principali autorità cittadine, dal viceré al cardinale arcivescovo Ascanio Filomarino, evitavano accuratamente di esporvisi. Felice Basile sostenne anche in questa occasione, notevoli spese per provvedere a sgombrare la città dai cadaveri insepolti. In premio di questo suo comportamento il 23 dicembre 1658 il conte di Castrillo ottenne da Filippo IV di Spagna la nomina di Felice Basile a presidente "idiota" (non togato) della Camera della Sommaria, ma Felice moriva pochi giorni dopo, secondo alcuni per il dolore di vedersi disprezzato, a causa delle sue origini plebee, dagli altri presidenti della Camera.
Dal 1806 al 1860, durante il Regno delle Due Sicilie, il paese fa parte del Principato Citra, nel distretto di Salerno.
Nello stesso periodo la storia di Bracigliano si intreccia con quella del Regno d'Italia. Giovanni De Falco (Bracigliano, 28 maggio 1818 –Napoli, 25 febbraio 1886) è stato un politico e magistrato italiano, senatore del Regno. Fu Ministro di Grazia e Giustizia e Culti del Regno d'Italia nei Governi Alfonso La Marmora III e Giovanni Lanza.
Bracigliano è stato danneggiato dal terremoto del 1980. Nel maggio 1998 è fra i più colpiti dalla frana alluvionale staccatasi dal Pizzo d’Alvano.

## Monumenti e luoghi di interesse

### Architetture religiose

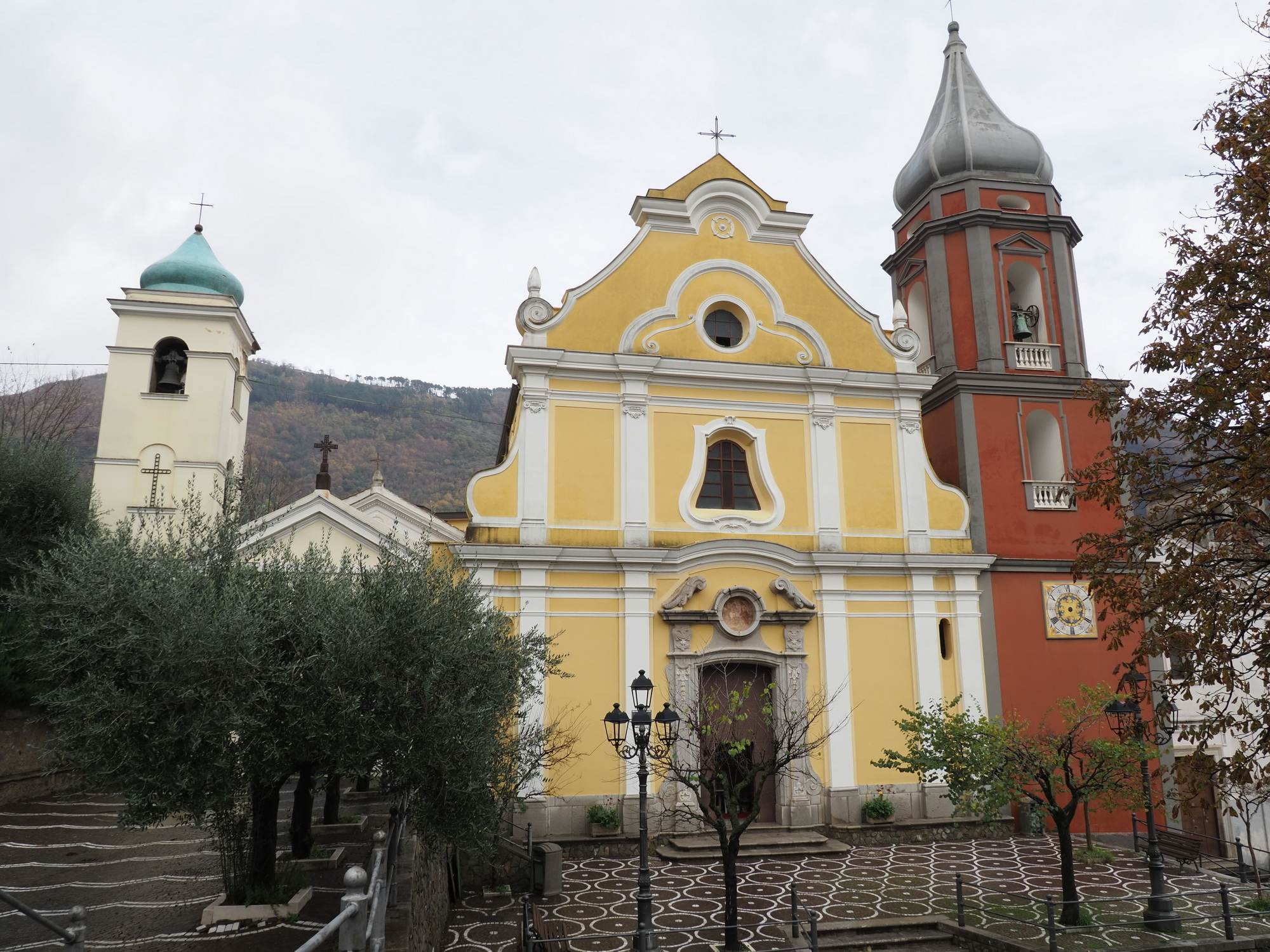
La chiesa parrocchiale di San Giovanni Battista.

- Chiesa parrocchiale di San Giovanni Battista
- Chiesa della Santissima Annunziata
- Chiesa Parrocchiale dei Santi Nazario e Celso
- Convento di San Francesco d'Assisi[12]
- Cappella di Maria Santissima del Soccorso
- Cappella di San Michele Arcangelo
- Cappella della Confraternita del Santissimo Rosario
- Cappella della Confraternita della Madonna delle Grazie

### Architetture civili
- Palazzo De Simone

## Società

### Evoluzione demografica
Abitanti censiti

### Religione
La maggioranza della popolazione è di religione cristiana cattolica; il comune appartiene all'arcidiocesi di Salerno-Campagna-Acerno.

### Tradizioni e folclore
Tradizione particolarmente sentita è la celebrazione del Venerdì Santo con la rappresentazione dei sacri misteri presso la Chiesa Madre di San Giovanni Battista nel corso della mattinata, seguita nel pomeriggio dalla processione del Gesù morto e di Maria Addolorata e l'accensione di falò per le montagne del paese. Sebbene si tratti di un giorno di penitenza nonché astinenza e digiuno per i cristiani, nell'attesa della sacra Pasqua e la resurrezione di Cristo, a Bracigliano il Venerdì Santo è vissuto come una vera e propria festa da trascorrere in famiglia consumando pietanze a base di pesce. Per le strade del paese vengono inoltre allestite bancarelle ove comprare viveri di ogni tipo, prodotti locali, vino e animali domestici, nonché giostre e attrattive varie per ragazzi, attirando così anche gli abitanti dei comuni limitrofi.

#### Sagre[17]
- Sagra del Mallone (San Giovanni)
- Sagra del Mascuotto (San Nazario e Celso)
- Sagra della Soppressata Braciglianese (Casale)
- Sagra del Convento (Convento di San Francesco)
- Sagra dei Sapori Antichi "Braciola di Capra" (Cortile del Palazzo de Simone)

## Economia
L'economia del paese si fonda essenzialmente sulla coltivazione e produzione delle castagne, delle nocciole, dell'olio, del vino, del miele e soprattutto delle ciliegie, che si contraddistinguono per il colore brillante della buccia, che va dal rosso all'amaranto, e il tipico sapore dolce-acidulo, fruttato e delicato e la cui eccezionale qualità è particolarmente apprezzata in Campania e non solo. A testimonianza di ciò il 30 gennaio 2023 l'Unione Europea ha riconosciuto alla ciliegia di Bracigliano l'IGP.

## Geografia antropica

### Frazioni

#### Casale
Secondo la tradizione è la parte più antica di Bracigliano ed occupa la parte più alta del paese, tra i monti "Foresta" e "Vene di Casale". Quasi al centro della frazione c'è la Chiesa della SS. Annunziata. A Nord-Ovest vi è la località "Vado", dal latino "vadum" (guado), che fu anticamente designato come il punto in cui il ruscello, alimentato dalla sorgente Grotta di VADO, era guadabile. Situata tra le pendici dei monti Foresta e Vene di Casale, Vado è un'amena località nota per la sorgente anzidetta e per quella di Villamaina, oltre che per il palazzo che il sig. Luigi Rognoni di Giacomo, banchiere di Napoli, fece costruire nel 1911 per il soggiorno estivo, ma di cui oggi non restano che i ruderi.

#### San Nazario
Occupa la parte più bassa della conca di Bracigliano. La chiesa parrocchiale è dedicata ai Santi Nazario e Celso, da cui il nome. È presente anche la congrega del SS. Sacramento e della Buona Morte.

#### Pero
Nel Cinquecento formava quattro località distinte: "gli Albani", "Casa Daniele", "Casa Amabile" e "Pero". Le prime 3 prendevano il nome dalle famiglie che vi abitavano, la quarta dalla pianta che esisteva in quel luogo e che fungeva da punto di riferimento e di incontro (si trovava in piazza o nelle sue vicinanze). Successivamente, alle 3 principali vie della frazione furono dati i nomi di "Ponte", "Torre" e "Pero". La zona "Torre" molto probabilmente prende il nome da una torre d'avvistamento che si suppone vi sorgesse. Purtroppo non vi sono testimonianze storiche in proposito o tracce della torre, ma forse sorgeva dove è stato poi costruito il palazzo Nardi. A Sud di questa zona vi è la località "Masseria", originariamente chiamata "Corte" dal complesso fabbricato-terriero e relativa funzione che svolse nel Medioevo. Qui, infatti, si formò un raggruppamento di case e terreni annessi alla casa del funzionario o amministratore e, probabilmente alla Chiesa (tempio paleocristano oggi adibito a cantina), dando origine al nucleo rurale medioevale, detto appunto Corte dal latino "Curtis". Successivamente la località prese il nome di "Masseria" dal funzionario o amministratore, detto "Massario" dal latino "Massarius". Ancora più a Sud la zona "Citronico", che deriva dalle voci latine "citra" (di qua) e "nico, nicis, nici, nicere" (far segno con la mano). Tale località sorge a cavaliere con la conca di Siano. Data la posizione dominante fu adibita a posto avanzato con compiti di difesa e di osservazione. Lungo tutto il crinale furono costruite mura salienti e rientranti che sbarravano l'accesso alla conca di Bracigliano. Nei posti terminali delle mura, in posizioni dominanti, furono erette casematte, da dove si poteva osservare e segnalare quanto era stato avvistato. Le torrette di osservazione dei monti Iulio, Agnolo e Ariella ricevevano comunicazioni dalle postazioni del Citronico. Col tempo lunghi tratti delle antiche mura sono andati distrutti. Ad Est del Citronico sorgevano le vecchie zone di San Sisto e San Vito, andate completamente distrutte. La prima sorgeva alle falde del colle Spianata e la seconda alle falde del colle Citronico, dove attualmente si trova il cimitero di Siano.

#### Manzi
Prende il nome da una delle antiche famiglie che vi abitava. Sorge tra i valloni/torrenti "Vado" e "Piesco" e presenta al centro la Cappella dedicata ai SS. Apostoli Pietro e Paolo.

#### Tuoro
Sorge alle propaggini del monte Piesco ed è la più popolata. Il suo nome deriva dal fatto che un tempo nella parte centrale si svolgeva una specie di corrida, a cui partecipava largamente il popolo. Per l'occasione le varie strade interne, che confluivano verso il centro, venivano chiuse con sbarramenti di tavole. In questa frazione vi sono la Chiesa parrocchiale di San Giovanni Battista, le Chiese delle Confraternite del SS. Rosario e di S. Maria delle Grazie, il Convento di San Francesco d'Assisi.

#### Casa Danise
La frazione di "Casa Danise" prende il nome da una delle antiche famiglie che vi abitava. Tuttora i discendenti della famiglia Danise conservano l'antica abitazione. È presente in questa parte del paese anche la cappella dedicata a San Felice. Questa frazione si articola alla sinistra del vallone/torrente Piesco. A Sud sorge la zona "Ortara", un piccolo gruppo di case il cui nome deriva dal latino "Hortalis" (Ortaggio). Questo perché in tale località vi sono appezzamenti piuttosto pianeggianti, che un tempo venivano coltivati prevalentemente a ortaggi. Ad Est, invece, vi è la zona "Casa Dello Zoppo", che prende il nome da un ricco possidente del posto che aveva una gamba di legno. Alcune abitazioni più antiche appartenevano, così come quelle dell'omonima frazione, alla famiglia Danise.

#### Spineto
La frazione "SPINETO" un tempo era ricoperta di rovi e piante spinose, da cui il nome. Occupa la parte centrale della conca di Bracigliano. A Nord vi è la zona "Chianche", che prese il nome dalle numerose beccherie che vi si trovavano. Anche qui, come al Tuoro, si svolgeva una specie di Corrida, potendo la piccola piazza che è al centro essere facilmente chiusa nelle tre vie che vi sfociano. Comprende gli antichi fabbricati che una volta appartenevano ai Baroni Sarnelli e quelli che appartenevano alla Camera marchesale, già adibiti all'epoca feudale per la gestione delle sementi e per l'esazione dei tributi. Un tempo la casa comunale era ubicata in questa frazione. Attiguo al fabbricato esisteva un terraneo che dalla Camera marchesale veniva adibito a carcere per le donne. Sulla facciata del fabbricato era piantata una staffa di legno con gancio, che, secondo la voce comune, serviva da rudimentale forca per i condannati. Ad Est, invece, vi è la zona "Epitaffio", un gruppo di case intorno al quadrivio che mette in comunicazione le frazioni di Chianche, Pero, Caprare e Spineto. Il nome deriva dal greco "epì" e "tafion" (iscrizione sepolcrale) e fa supporre che un tempo vi fosse qualche tomba importante con iscrizione, ma purtroppo di essa non c'è traccia.

#### Santa Lucia
Lungo la strada che corre in senso longitudinale alle pendici del Monte Ariella, si snoda una piccola frazione che prende il nome da Santa Lucia, vergine e martire siracusana venerata nella Cappella a lei dedicata. A Nord vi è la zona "Pozzi", composta da pochi caseggiati sulle propaggini del Monte Ariella. Il nome deriva dai pozzi che vi erano e che servivano per il rifornimento idrico per gli abitanti del luogo e per quelli delle frazioni limitrofe. A Sud, invece, un piccolo gruppo di case va a formare la frazione "Caprare", così denominata perché un tempo vi erano gli ovili protetti per le greggi.

## Infrastrutture e trasporti

### Strade
Il comune è interessato dalle seguenti direttrici stradali:
- Strada Provinciale 7/b
- Strada Provinciale 22
- Strada Provinciale 98
- Strada Provinciale 353
- Strada Provinciale 302
- Strada provinciale 452/b

## Amministrazione

### Sindaci
| Periodo          | Periodo          | Primo cittadino   | Partito                              | Carica  | Note |
| ---------------- | ---------------- | ----------------- | ------------------------------------ | ------- | ---- |
| 21 novembre 1993 | 16 novembre 1997 | Giovanni Iuliano  | PSI                                  | Sindaco |      |
| 16 novembre 1997 | 26 maggio 2002   | Giovanni Iuliano  | centro-sinistra                      | Sindaco |      |
| 27 maggio 2002   | 27 maggio 2007   | Ferdinando Albano | L'Ulivo                              | Sindaco |      |
| 28 maggio 2007   | 6 maggio 2012    | Ferdinando Albano | lista civica                         | Sindaco |      |
| 7 maggio 2012    | 12 giugno 2022   | Antonio Rescigno  | lista civica La svolta               | Sindaco |      |
| 13 giugno 2022   |                  | Giovanni Iuliano  | lista civica Semplicemente cittadini | Sindaco |      |

### Altre informazioni amministrative
Il comune fa parte della Comunità montana Irno - Solofrana e dell'Unione dei Comuni Valle dell'Orco.

## Sport
Ha sede nel comune la società di calcio A.C. Bracigliano Calcio, fondata nel 1976, che milita nel girone G della Seconda Categoria Campania. I colori sociali sono il bianco e il rosso mentre il logo è la figura stilizzata di un leone, riprendendo così i colori e lo stemma dell'araldica civica.

### Impianti sportivi
- Campo di calcio Alfonso De Crescenzo[20].